# Lepidopterologie
Lepidopterologie is de studie van de vlinders. Het is een specialisatie binnen de entomologie (studie van de insecten). Een lepidopteroloog beoefent deze studie. Iemand die vlinders verzamelt wordt eerder een lepidopterist genoemd.
Een bekende lepidopteroloog was de Franse schrijver en entomoloog Jean-Henri Fabre (1823 - 1915). Fabre ontdekte hoe vrouwtjes en mannetjes van nachtactieve vlinders elkaar vinden. Dit was in zijn tijd een groot raadsel omdat weinig bekend was over feromonen en de vlinders elkaar niet kunnen zien in het donker. Fabre plaatste een stolp over een vrouwtje en liet enkele mannetjes los bij de stolp. Ze reageerden totaal niet op het vrouwtje, terwijl ze haar duidelijk konden zien. Ook stelde hij vast dat een doos waarin recentelijk een vrouwtje had gezeten juist een grote aantrekkingskracht uitoefende op de mannetjes. Hieruit concludeerde Fabre dat nachtvlinders elkaar op de geur moesten vinden.